# Tarrant Launceston
Tarrant Launceston är en civil parish i Storbritannien.   Den ligger i kommunen Dorset och riksdelen England, i den södra delen av landet, 150 km sydväst om huvudstaden London. Antalet invånare är 498.